# Trichotanypus alaskensis
Trichotanypus alaskensis är en tvåvingeart som beskrevs av Lars Zakarias Brundin 1966. Trichotanypus alaskensis ingår i släktet Trichotanypus och familjen fjädermyggor.
Artens utbredningsområde är Alaska. Inga underarter finns listade i Catalogue of Life.